# De excommunicatie van Robert de Vrome
De excommunicatie van Robert de Vrome (Frans: L'Excommunication de Robert le Pieux) is een schilderij van Jean-Paul Laurens. Sinds 1982 maakt het deel uit van de collectie van het Musée d'Orsay in Parijs.
Laurens specialiseerde zich in historische schilderijen in een periode dat de belangstelling voor dit soort werken duidelijk terugliep. Om het publiek toch voortdurend iets nieuws te kunnen bieden, kozen kunstenaars er in deze periode voor om onbekende historische episodes uit te beelden. Ook dit schilderij is hier een voorbeeld van.

## Voorstelling
De antiklerikale Laurens had een voorliefde voor middeleeuwse onderwerpen die de machtspositie van de kerk in een kwaad daglicht stelden. Bij De excommunicatie van Robert de Vrome koos hij ervoor om het moment na de excommunicatie uit te beelden. De prelaten lopen de grote, sombere ruimte uit en laten de koning en zijn echtgenote in vertwijfeling achter. Op de grond is duidelijk de grote kaars te zien die ritueel op de grond is gegooid als teken dat de ziel van Robert is gedoofd en zich niet langer in Gods licht bevindt. De koning zelf heeft de scepter uit zijn handen laten glijden, terwijl Bertha zich met een angstig gezicht tegen hem aan gevlijd heeft.
Robert de Vrome was de tweede koning van het Huis Capet. In 987 werd hij door zijn vader Hugo Capet tot medekoning gekroond om zijn kansen op de opvolging te vergroten. Dit was geen overbodige luxe in een tijd van voortdurende strijd tussen de voornaamste edelen in het koninkrijk. Robert wilde graag trouwen met Bertha van Bourgondië, van wie hij oprecht lijkt te hebben gehouden, maar zijn vader weigerde hiermee in te stemmen, omdat beiden verre verwanten waren. Hugo Capet arrangeerde voor zijn zoon een huwelijk met Suzanna van Italië. Pas in 996, na de dood van Hugo Capet en Odo I van Blois, de eerste echtgenoot van Bertha, kon Robert van Suzanna scheiden en zich in de echt laten verbinden met Bertha. Omdat zowel de scheiding als het huwelijk onwettig waren, ontstond er een conflict tussen Paus Gregorius V en de koning, dat er uiteindelijk toe leidde dat Robert en Bertha geëxcommuniceerd werden. Pas in 1003 besloot de koning om politieke redenen te scheiden van Bertha, overigens zonder de liefdesrelatie op te geven.

## Herkomst
- 1875: aangekocht door de Franse staat voor het Musée du Luxembourg op de Salon, waar het schilderij een groot succes was
- 1929: overgebracht naar het Louvre
- 1982: overgebracht naar het Musée d'Orsay